# Доктор Хто (сезон 15, 2025)
Прем'єра п'ятнадцятого сезону британської науково-фантастичної телепрограми «Доктор Хто» відбулася 12 квітня 2025 роціу Це буй шостий сезон під керівництвом Рассела Т. Девіса як головного сценариста та виконавчого продюсера, а також другий після його повернення в серіал у 2023 році (раніше він працював над шоу з 2005 по 2010 рік). Цей сезон статв п'ятнадцятим, який виходить в етер після відновлення програми у 2005 році, а загалом сорок першим. П'ятнадцятий сезон оголосили на тлі повернення Девіса в програму до її 60-річчя у 2023 році.
Це другий і останній сезон, у якому Шуті Ґатва грав П'ятнадцятого Доктора, втілення Доктора, інопланетного Володаря часу, який подорожує крізь час і простір у ТАРДІС, яка ззовні виглядає як будка британської поліції. Міллі Ґібсон також повторила свою роль Рубі Сандей, супутниці Доктора у попередньому сезоні. А також у сезоні дебютувала нова супутниця Доктора Белінда Чандра у виконанні Варади Сету.
Сезон, якому передував різдвяний епізод 2024 року, складався з восьми епізодів, для яких попередньо призначили режисерами Алекса Піллая та Пітера Гоара. Зйомки розпочалися у жовтні 2023 року та закінчились у травні 2024 року.

## Кастинг
8 травня 2022 року Шуті Ґатву спершу оголосили наступником Джоді Віттакер на головній ролі, який гратиме П'ятнадцятого Доктора хоча обидва будуть пов'язані з Девідом Теннантом (який раніше грав Десятого Доктора, але ще й зіграв Чотирнадцятого Доктора) . Ґатва підтвердив, що повернеться у своєму другому сезоні в липні 2023 року. У листопаді 2023 року стало відомо, що Нікола Кохлан з'явиться в спеціальному різдвяному серіалі 2024 року. Також відомо, що Міллі Ґібсон знімалася у другому для себе сезоні в листопаді 2023 року, а ще до серіалу долучився Джона Гавер-Кінґ. Однак у січні 2024 року з’явилися чутки про те, що Міллі Ґібсон йде із серіалу та їй на заміну було обрано Вараду Сету, яку також бачили на зйомках, але вже з Шути Ґатвою. Проте у квітні було оголошено, що Ґібсон і Сету обидві з’являться разом у новому сезоні. У травні Сету несподівано з’явилася в епізоді 14-го сезону «Бум» у епізодичній ролі Манді Флінн. 27 липня на фестивалі San Diego Comic-Con було оголошено, що персонаж Сету зватиметься Белінда Чандра.
17 вересня було оголошено, що Арчі Панджабі зіграє лиходійку. 20 грудня було оголошено, що Роуз Ейлінг-Елліс з’явиться у сезоні. 21 лютого 2025 року було оголошено, що Крістофер Чанг зіграє персонажа на ім’я Касіо. 26 лютого оголосили, що Алан Каммінг, який раніше у серії «Мисливці на відьом» (2018) зіграв короля Якова I, з’явиться у другій серії сезону в ролі анімаційного персонажа на ім’я «містер Дінь-Дон». 2 березня вийшов трейлер, і стало відомо, що Райлан Кларк зіграв ведучого «космічного Євробачення» — Міжзоряного пісенного конкурсу. Також було підтверджено повернення Джемми Редгрейв, Бонні Ленгфорд та Аніти Добсон у ролях Кейт Летбридж-Стюарт, Мел Буш і місіс Флад. 6 березня оголосили, що актор Фредді Фокс зіграє лиходія. 20 березня стало відомо про участь актора Кадіфф Кірван. 25 березня повідомили, що у сезоні з’явиться актор Чарлі Кондо. 11 квітня було оголошено, що в епізоді про «Міжзоряний пісенний конкурс» також з’явиться Грем Нортон, коментатор «Євробачення» на BBC.
До серіалу повернулася Біллі Пайпер, яка раніше зіграла супутницю Доктора Роуз Тайлер і востаннє з’являлася у спеціальному випуску до 50-річчя серіалу «День Доктора» (2013). Наприкінці фінального епізоду сезону П’ятнадцятий Доктор регенерував у персонажа, якого зіграла вона. Офіційно її роль залишається неназваною як у фінальних титрах епізоду, так і в пресрелізах.

## Виробництво

### Розробка
У травні 2017 року стало відомо, що згідно з умовами угоди між BBC Worldwide і SMG Pictures у Китаї, компанія має першочергове право відмови від купівлі для китайського ринку майбутніх серій програми до 15 сезону включно.
Подібно до чотирнадцятого сезону, п'ятнадцятий складався зі спеціального різдвяного випуску, за яким слідували вісім регулярних епізодів.

### Написання
Девіс писав різдвяний випуск 2024 року до грудня 2022 року і п'ятнадцятий сезон до червня 2023 року . До жовтня 2023 року було завершено п'ять із дев'яти сценаріїв.У травні 2024 року колишній шоураннер серіалу Стівен Моффат оголосив, що він, замість Дейвіса, написав сценарій до різдвяного спецвипуску. 27 січня 2025 був опублікований список сценаристів сезону, куди увійшли Джуно Доусон, Інуа Елламс, Піт Мактай і Шарма Енджел-Уолфолл.

### Зйомки
Режисером першого блоку став Алекс Піллай, другим – Пітер Гоар. Раніше Гоар був режисером серії «Хороша людина йде на війну» (2011). За словами редактора сценарію Скотта Гендкока, перший блок складається з одного епізоду, другий блок складається з двох, а третій блок складається з трьох. Фільмування почалися 23 жовтня 2023 року  з різдвяного спеціального випуску 2024 року, знятого Піллаєм.
Виробничі блоки виглядають так:
| Блок | Епізод(и)                                 | Режисер              | Сценарист(и)                            | Продюсер        |
| ---- | ----------------------------------------- | -------------------- | --------------------------------------- | --------------- |
| 1    | Різдвяний спецвипуск 2024 «Радість світу» | Алекс Піллай         | Стівен Моффат                           | Елісон Стерлінг |
| 2    | Епізод 4: «Щасливий день»                 | Пітер Гоар           | Піт Мактайг                             | Вікі Делоу      |
| 2    | Епізод 1: «Революція роботів»             | Пітер Гоар           | Рассел Т. Девіс                         | Вікі Делоу      |
| 3    | Епізод 2: «Люкс»                          | Аманда Бротчі        | Рассел Т. Девіс                         | Кріс Мей        |
| 3    | Епізод 3: «Колодязь»                      | Аманда Бротчі        | Рассел Т. Девіс та Шарма Енджел-Уолфолл | Кріс Мей        |
| 4    | Епізод 5: «Історія та двигун»             | Макалла Макферсон    | Інуа Елламс                             | Вікі Делоу      |
| 4    | Епізод 6: «Міжзоряний конкурс пісні»      | Бен А. Вільямс       | Джуно Доусон                            | Вікі Делоу      |
| 5    | Епізод 7: «Світ бажань»                   | Алекс Санджів Піллай | Рассел Т. Девіс                         | Кріс Мей        |
| 5    | Епізод 8: «Війна реальності»              | Алекс Санджів Піллай | Рассел Т. Девіс                         | Кріс Мей        |

## Вихід
Прем’єра п’ятнадцятого сезону відбулася 12 квітня 2025 року у Великій Британії на каналі BBC One та на платформі BBC iPlayer, а за межами Великої Британії та Ірландії — на стримінговому сервісі Disney+.
Дату виходу було оголошено 21 лютого 2025 року в трейлері, який показали під час перерви в матчі з регбі молодіжного Кубка шести націй між збірними Англії та Шотландії.
Епізоди виходили щотижня одночасно вранці за британським часом на стримінгових платформах та ввечері того ж дня на телеканалі BBC One.
Двоепізодний фінал сезону, «Світ бажань» та «Війна реальності», був показаний у кінотеатрах Великої Британії та Ірландії ввечері 31 травня — одночасно з прем’єрою останнього епізоду на телеканалі BBC One і вечірнім релізом на стримінгових сервісах.